# لایزان‌شاه
لایزان‌شاه یا لاهیج‌شاه عنوانی تاریخی بود که به شاهان لایزان (لاهیج) گفته می‌شد. به گفتهٔ ولادیمیر مینورسکی این عنوان برای نخستین بار در دوره ساسانی به فرمانروایان این منطقه داده شد. یزید بن خالد برادر هیثم یکم شروانشاه در سال ۸۶۱ میلادی در لایزان حکومتی را بنیان گذاشت و این عنوان را برای خود به کار برد. پسر یزید به نام محمد دوم به سرزمین پسرعمویش علی یکم حمله کرد و با کشتن او و همه خانواده‌اش، به شروان‌شاه هم تبدیل شد.